# Wojskowa Szkoła Lotnicza
Wojskowa Szkoła Lotnicza (później II Szkoła Pilotów w Warszawie) – szkoła utworzona w Warszawie w pierwszej połowie listopada 1918 roku, po zajęciu przez Polaków lotniska mokotowskiego. Powstał wtedy zalążek przyszłej szkoły, której oficjalne otwarcie nastąpiło 20 grudnia.

## Opis
Pierwszym komendantem szkoły został mianowany kapitan pilot Jan Malczewski, a instruktorami zostali byli piloci armii austriackiej lub armii niemieckiej: Mieczysław Garsztka, Jakubowski, Władysław Ryszkiewicz, Garbiński.

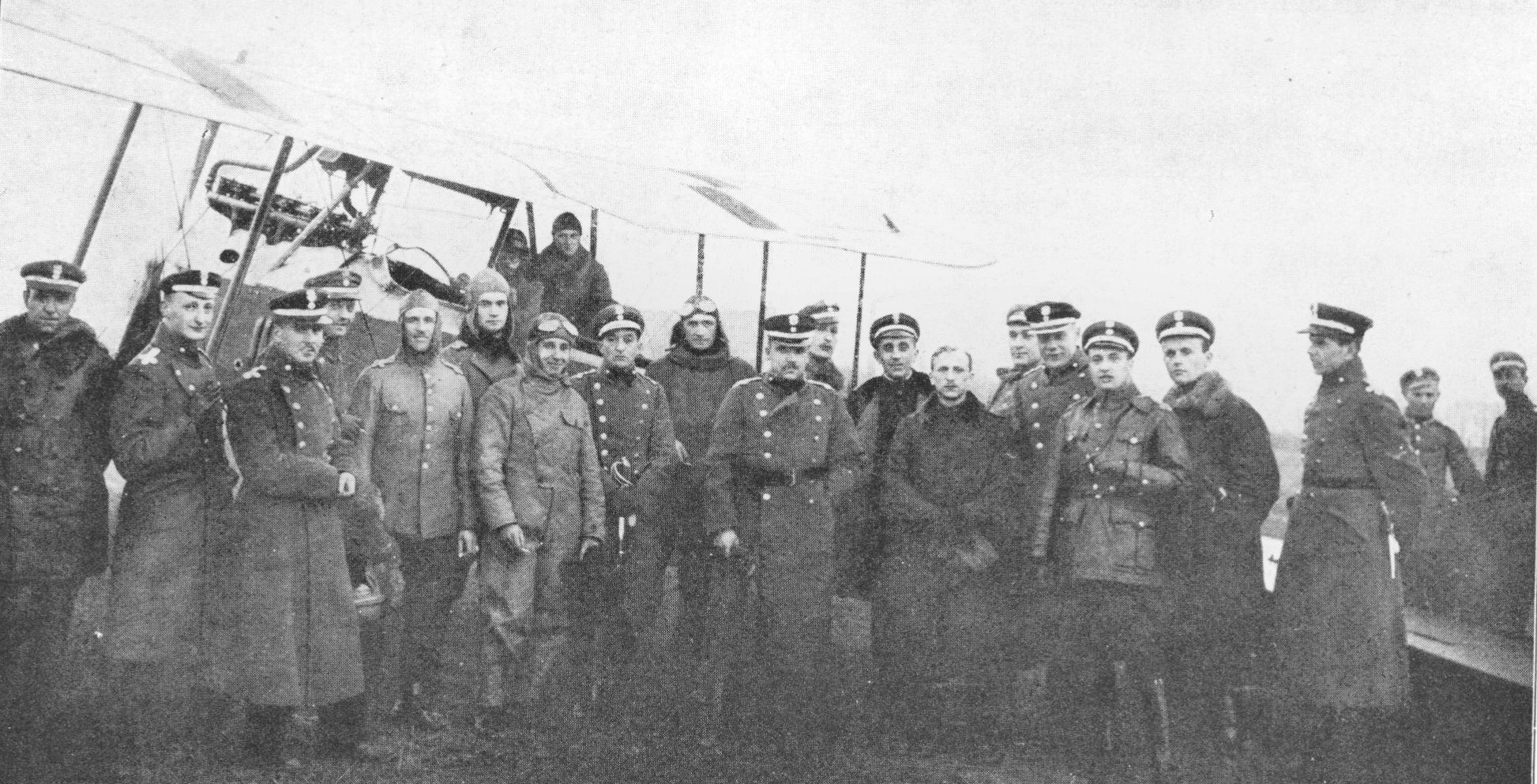
Personel i słuchacze Szkoły na lotnisku mokotowskim w maju 1919 roku

Bardzo słaby stan sprzętu według meldunku kpt. Malczewskiego z dnia 22 stycznia 1919 roku:
9 samolotów, z tego szkolnych jedynie
 4 (Brandenburg ze 100-konnym silnikiem Mercedesa),
 pozatem szkoła posiada 1 Albatrosa C III (Benz 160 MK.),
 2 Albatros D III (Mercedes 160 KM)
 i 2 Rumplery C I (argus 180 KM).
spowodował podzielenie zadań szkoły na dwa główne cele. Pierwszym najważniejszym było przeszkolenie pilotów lotnictwa rosyjskiego, pilotażu na samolotach pochodzenia niemieckiego. Drugi cel - wyszkolenie nowego personelu latającego został odłożony na później. Przeprowadzono 2 i pół miesięczne szkolenie teoretyczne. W pełni udało się tylko wyszkolić jednego nowego pilota podporucznika Świąteckiego. Pozostali uczniowie-piloci wobec skomplikowanej sytuacji wojennej wymagającej doraźnego wysyłania na front nowo tworzonych oddziałów zostali w roli obserwatorów przydzieleni do sformowanych w Warszawie 1, 4, 8 i 11 Eskadry Wywiadowczej.
W maju 1919 roku nastąpiła reorganizacja szkół lotniczych w Polsce. Szkoła w Krakowie została przemianowana na I Szkołę Pilotów, a Wojskową Szkołę Pilotów przemianowano na II Szkoła Pilotów w Warszawie. Po przeniesieniu kapitana Jana Malczewskiego na stanowisko Szefa Uzupełnień przy Inspektoracie Wojsk Lotniczych dowódcą szkoły został mianowany ppor. Garsztka, a po nim Jakubowski.
Na jesieni 1919 roku w związku z dużą koncentracją jednostek szkoleniowych w rejonie lotniska mokotowskiego oraz pożarem, który zniszczył większość sprzętu szkoły przeniesiono ją do Krakowa. Tutaj w połączeniu z I Szkołą Pilotów została przemianowana na "Niższą Szkołę Pilotów w Krakowie"
Szkoła działała przez osiem miesięcy. Wykonano 2584 loty ćwiczebne, 435 godzin lotów. Przeszkolono łącznie 43 pilotów z czego 3 zginęło w trakcie szkoleń (ppor. Władysław Ryszkiewicz, por. Oskierka, plut. Władysław Proszek).